# Franciszek Sikora
Franciszek Sikora (ur. 18 sierpnia 1910 w Istebnej, zm. 3 maja 1973 tamże) – polski nauczyciel i działacz społeczno-kulturalny.

## Życiorys

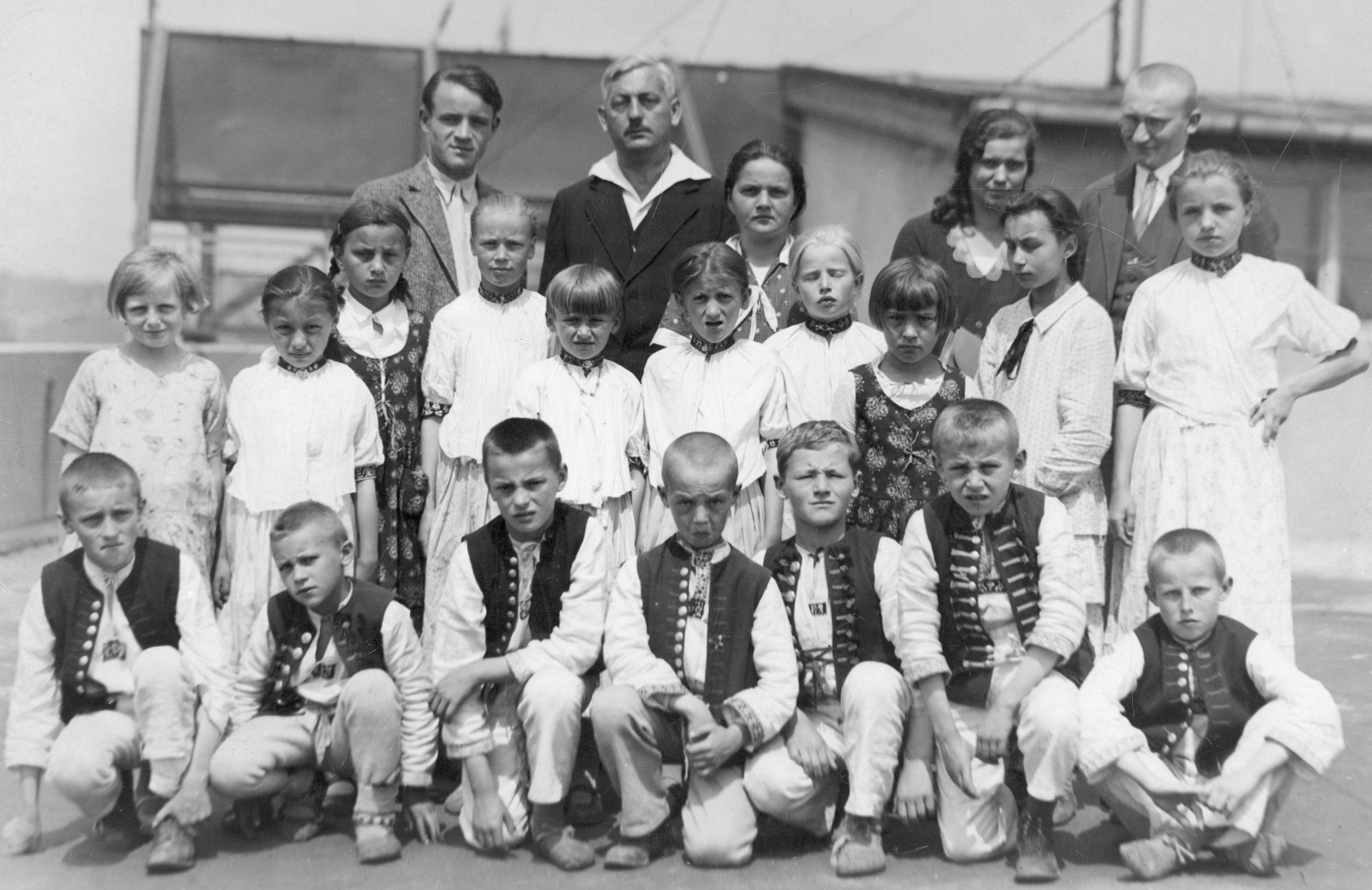
Wycieczka uczniów z Istebnej do Krakowa (czerwiec 1931). Nauczyciel Franciszek Sikora (stoi w trzecim rzędzie, 1. z lewej).

Absolwent seminarium nauczycielskiego w Cieszynie (1930). Od ukończenia tej szkoły do przejścia na emeryturę pracował (z przerwą w czasie II wojny światowej) w Szkole Powszechnej nr 1 w Istebnej. W latach 30. wraz z Rudolfem Szotkowskim i ks. Emanuelem Grimem, na nowo zorganizował Zespół Regionalny „Istebna”, a po wojnie reaktywował jego działalność i był jego wieloletnim kierownikiem. 
Uczestniczył w kampanii wrześniowej. W czasie okupacji hitlerowskiej zarabiał na życie jako sprzedawca; równocześnie działał w konspiracji, brał udział w tajnym nauczaniu, wydawał konspiracyjne pismo „Ziemia Cieszyńska”. Należał do Armii Krajowej, jako porucznik ps. „Groń” brał czynny udział w akcjach bojowych, m.in. w odbiciu gen. Bruno Olbrychta „Olzy” z gestapowskiego więzienia.
Autor wierszy i opowiadań. Publikował m.in. na łamach „Orlego Lotu”, „Zarania Śląskiego” i – jako Jura z Istebnego – gwarowe gawędy do „Głosu Ziemi Cieszyńskiej”. Współredaktor „Echa Gór” – dodatku do „Gwiazdki Cieszyńskiej”.
W 1970 roku wraz z zespołem Istebna wystąpił w serialu Czterej pancerni i pies odgrywając epizodyczną rolę w odc. 21. Dom.
Planował napisanie monografii wsi Istebna, jednak nie zrealizował tego pomysłu.
Był mężem Zuzanny (1911–2000).
Pochowany na cmentarzu parafii Dobrego Pasterza w Istebnej.